# ELCUT
ELCUT — компьютерная программа для проведения инженерного анализа и двумерного моделирования методом конечных элементов (МКЭ). Компьютерное моделирование и численный анализ в промышленности позволяет избежать дорогостоящих и длительных натурных испытаний, ускоряет, дополняет и иллюстрирует процесс проектирования и разработки, способствует развитию инженерной интуиции.

## Краткое описание
Программа ELCUT существует и развивается на протяжении более 20 лет и является популярной CAE-программой среди преподавателей и инженеров.
Программа ELCUT разрабатывается российской компанией-разработчиком ООО «Тор». Это единственный продукт компании.
Модули ELCUT позволяют проводить анализ физических полей и получать решение связанных многодисциплинарных задач в таких видах анализа: 
- магнитное поле переменных токов;
- магнитное поле постоянных токов и/или постоянных магнитов;
- нестационарное магнитное поле;
- электростатическое поле;
- электрическое поле постоянных токов;
- электрическое поле переменных токов;
- нестационарное электрическое поле;
- стационарное и нестационарное температурное поле;
- механические напряжения и упругие деформации.

ELCUT является проприетарным программным обеспечением и распространяется как коммерческая программа «ELCUT Профессиональный» на условиях EULA. Имеется бесплатная (freeware) программа для студенческого и демонстрационного применения «ELCUT Студенческий».
Программа ELCUT сопрягается с известными CAD-системами через импорт и экспорт файлов в формате *.dxf.
Программа ELCUT может быть встроена в другую программу или связана с внешней программой. Взаимодействие между ядром ELCUT и другими программами может быть реализовано двумя способами: на низком уровне через объектную модель ELCUT, названную ActiveField, и на высоком уровне через параметрический интерфейс с использованием утилиты LabelMover.

## Основные возможности
1. Модуль магнитное поле переменных токов предназначен для расчёта магнитного поля, возбуждаемого синусоидальным током заданной частоты с учётом вихревых токов (вытеснения тока и эффекта близости). Для этого модуля обеспечено также совместное решение полевой задачи с присоединённой электрической цепью. Используется для расчётов установок индукционного нагрева[7], трансформаторов[8], реакторов, электрических машин, исполнительных механизмов, задач ЭМС и электромагнитной экологии.
2. Модуль магнитостатика предназначен для расчёта магнитного поля постоянных токов и/или постоянных магнитов с учётом насыщения ферромагнитных материалов. Примерами таких расчётов являются исполнительные механизмы, электрические машины, магнитные экраны, приборы с постоянными магнитами[9].
3. Модуль нестационарное магнитное поле предназначен для расчёта переходных процессов в электромагнитных устройствах. Этот вид анализа может включать учёт совместного действия переменных (в т.ч. импульсных) нагрузок и постоянных магнитов, а также совместное решение полевой задачи с присоединенной электрической цепью. Используется для расчёта работы двигателей от преобразователей, анализа влияния импульсных нагрузок и перенапряжений[10], систем с подмагничиванием и т. д.
4. Модуль электростатика предназначен для расчёта электростатического поля, вызванного приложенным потенциалом, объёмными, поверхностными и точечными зарядами[11]. Используется для анализа электроизоляционных конструкций, экранов, электрической прочности изоляционных систем, ёмкости системы проводников, электромагнитной экологии.
5. Модуль электрическое поле постоянных токов предназначен для расчета растекания постоянных токов в проводящих массивах. Используется для расчёта заземлителей, печатных плат[12], массивных шин, токов утечки изоляционных конструкций.
6. Модуль электрическое поле переменных токов предназначен для расчёта электрических полей, вызванных переменными напряжениями, с учётом токов утечки. Используется для изоляционных конструкций, кабелей, кабельной арматуры, конденсаторов, высоковольтной изоляции[13].
7. Модуль нестационарное электрическое поле предназначен для расчёта электрических полей, вызванных импульсными напряжениями. Учитывает нелинейные физические свойства диэлектриков. Применяется при расчёте сложных систем изоляции[14], варисторов, ограничителей перенапряжений, нелинейных экранов и т.п.
8. Модуль теплопередача предназначен для расчёта переходного и установившегося температурного поля с учётом конвективного и радиационного теплообмена. Используется для анализа систем обогрева и систем охлаждения[15].
9. Модуль упругие деформации может быть использован для расчёта механических напряжений в различных устройствах. Например, строительные конструкции, техника высокого давления, отдельные узлы механических систем.

## Ограничения
В программе ELCUT есть ряд ограничений. Большинство из них объясняются стремлением авторов создать простой и компактный инструмент компьютерного моделирования. Во-первых, используется один вид конечного элемента, треугольник (нет выбора между типами конечных элементов). Во-вторых, виды анализа задач механики и теплопередачи ограничены по функциональности и являются вспомогательными.
Вплоть до версии 6.0 ELCUT обеспечивал только 2D моделирование. Сейчас (апрель 2018 г.) ELCUT предоставляет возможность 3D моделирования для задач электростатики, электрического поля постоянных токов и стационарной теплопередачи.